# Clock Tower

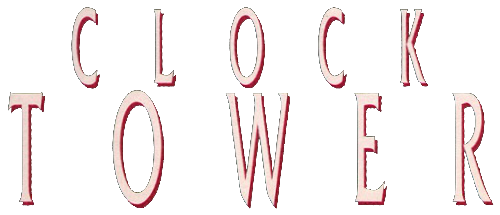
Logotipo da Série Clock Tower.

Clock Tower é uma série de jogos eletrônicos de survival horror criada pela Human Entertainment, uma companhia japonesa. Diferente de outros jogos do gênero survival horror, a série Clock Tower não está focada em atirar em criaturas ou usar violência, mas sim em usar o ambiente ao seu redor para se esconder e fugir enquanto resolve enigmas e desvenda os mistérios da história. As personagens principais normalmente são mais fracas e indefesas em relação aos vilões, então a conexão emotiva do jogo é o medo de ser capturado ou descoberto. 
A série faz uso de várias ideias do filme Phenomena (1985) do diretor italiano Dario Argento, isso é perceptível no primeiro jogo da série, Clock Tower: The First Fear onde o jogador controla a personagem da Jennifer Simpson que é fisicamente semelhante à Jennifer Corvino, personagem principal do filme, ambas histórias se passam em um local afastado dos grandes centros urbanos, possuem temas em comum e as personagens passam por experiências semelhantes.

## Jogos
Há atualmente quatro jogos da série. Os dois primeiros estão diretamente conectados, pois a personagem principal e os vilões são os mesmos; os outros dois jogos não possuem personagens em comum.
- Clock Tower (lançado apenas no japão) (1995) – SNES, WonderSwan
- Clock Tower (lançado com o título Clock Tower 2 no japão) (1996) – PlayStation
- Clock Tower II: The Struggle Within  (lançado com o título Clock Tower: Ghost Head no japão) (1998) – PlayStation
- Clock Tower 3 (2002) – PlayStation 2

Nota: Clock Tower: Remothered e Remothered: Grave Torments não são títulos oficiais da série.

## Spin-off
Originalmente planejado para ser Clock Tower 4, o jogo depois foi feito para ser apenas um spin-off. O jogo foi lançado como jogo independente e não tem qualquer ligação com clock tower.
- Haunting Ground (Lançado com o título Demento no japão) (2005) - PlayStation 2

## Jogos similares
Um jogo de survival horror também exclusivo do PlayStation 2, Rule of Rose (2006) foi desenvolvido pela Punchline e distribuido pela Ingram Entertainment, no qual a protagonista também era acompanhada de um cachorro, mas ao invés de fugir e se esconder, os jogadores tinham que se defender dos inimigos.
Outro jogo semelhante em termos de temática chamado Remothered: Tormented Fathers foi lançado em 2018, desenvolvido pela Stormind Games e lançado para as plataformas PlayStation 4, Xbox One e Windows.

## Remake
Um remake do Clock Tower original foi lançado em 1997
- Clock Tower: The First Fear (1997) - Windows 95, PlayStation